# Opaiț

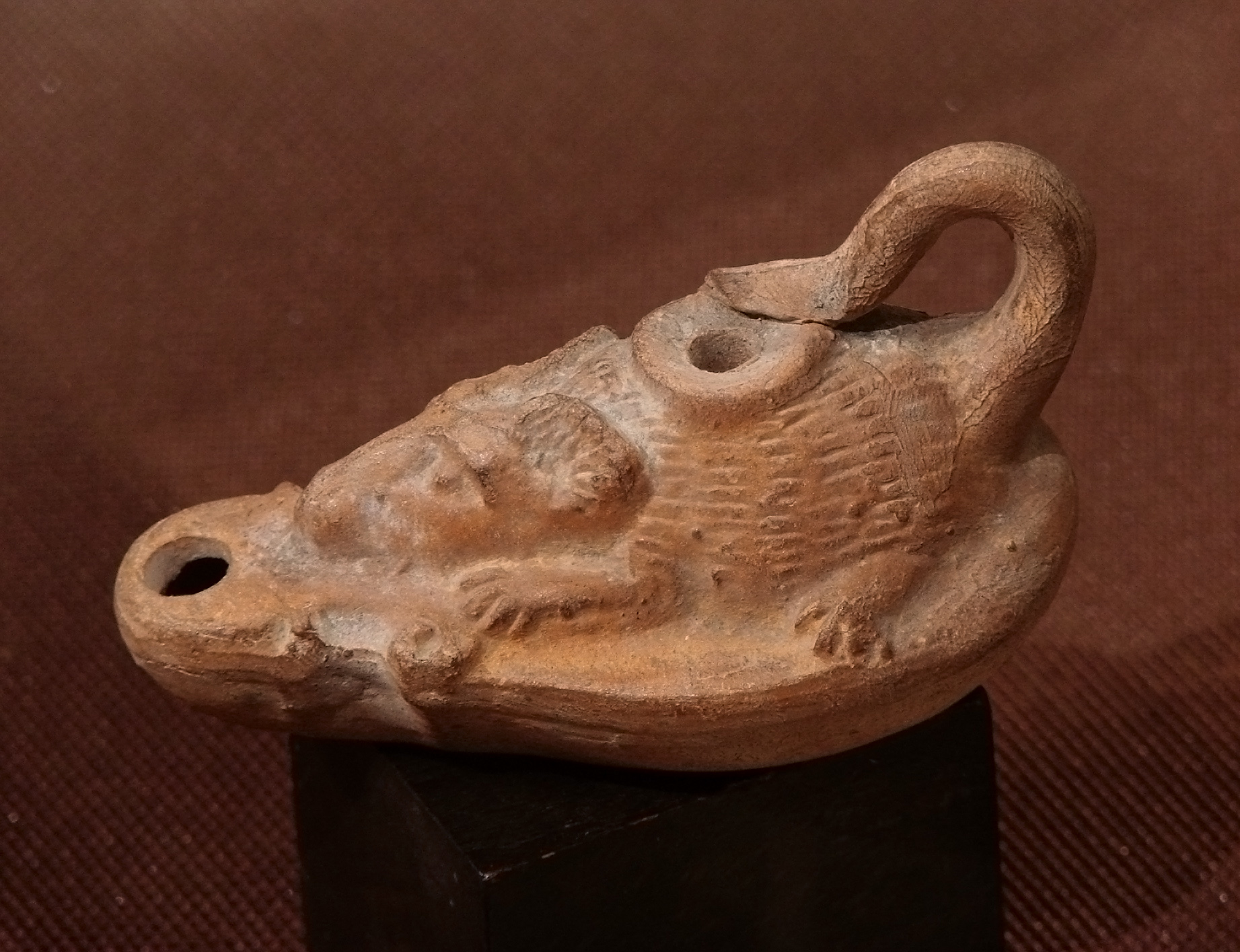
Opaiţ din lut ars, cu decoraţiune zoomorfă reprezentând un şoarece

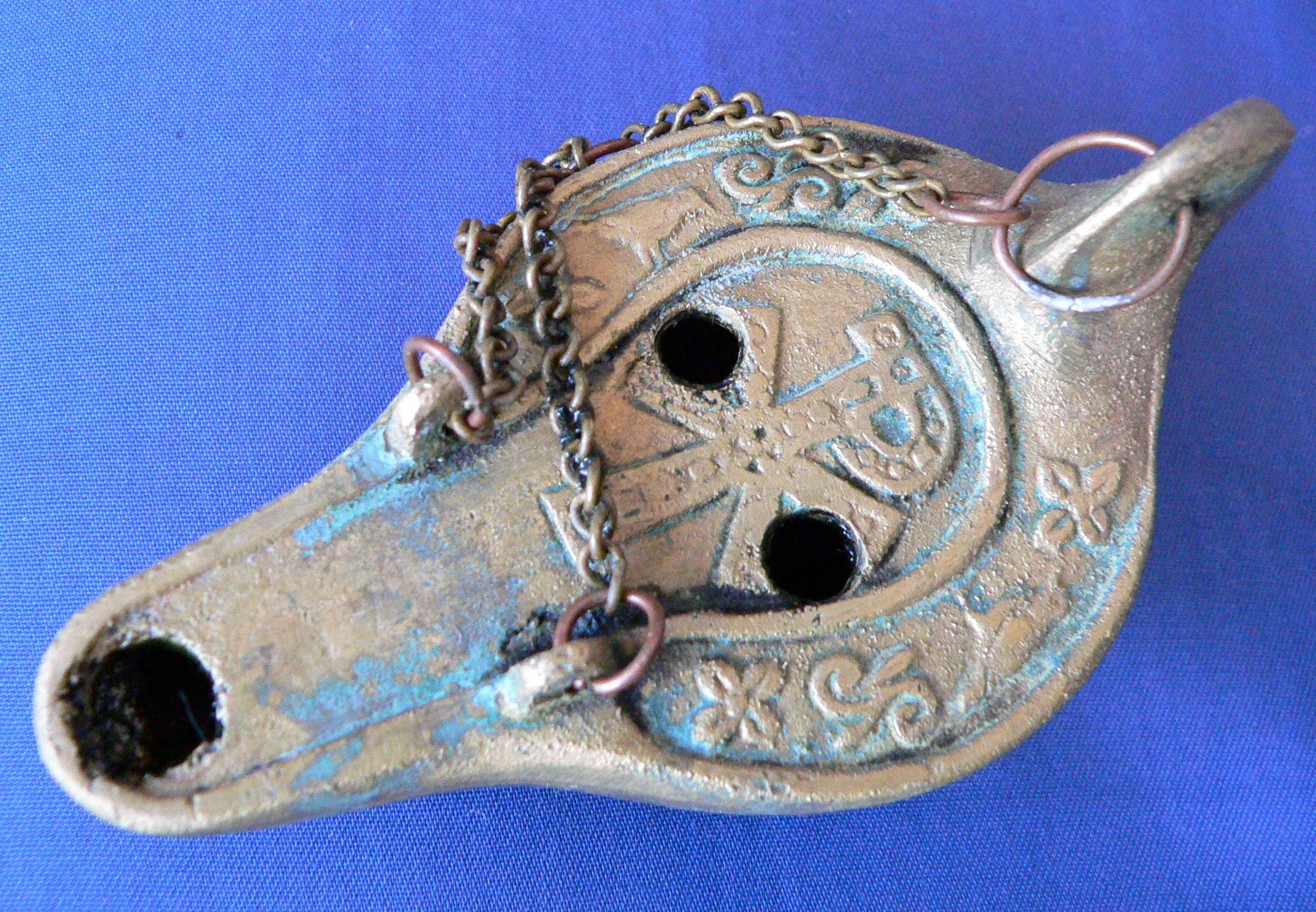
Opaiţ din metal, ornamentat cu simboluri creştine

Opaiţ cu motive erotice expus la Muzeul erotismului din Paris

Opaiț se numește o lampă mică, primitivă, care luminează cu ajutorul unui fitil introdus într-un recipient umplut cu seu, ulei sau untură.

## Istoric

### Opaițe cu ulei
În Roma antică, opaițele purtau denumirea de lucerna și erau confecționate în special din lut sau bronz. Aveau un rezervor pentru ulei, cu un orificiu de alimentare a rezervorului și unul sau mai multe ciocuri cu perforații prin care trecea fitilul, denumit și feștilă. Opaițul era răspândit și în Grecia antică, unde se numea λύχνος (lyhnos).
Opaițele antice erau compuse dintr-un recipient sau bazin, care se prelungea cu un cioc pentru fitil. Recipientul era prevăzut, în mod normal, în partea opusă, cu o toartă. Corpul recipientului, care are, de obicei, o formă rotundă, este destinat păstrării combustibilului. Recipientul poate fi, uneori, deschis (caz în care se numește ceașcă-opaiț) dar, în majoritatea cazurilor, era acoperit cu o suprafață plană, denumită de arheologi disc. Discul era străbătut de unul sau două orificii pentru umplere. De cele mai multe ori, recipientul era decorat cu reprezentări figurate de zeități, animale, scene diverse sau figuri geometrice.
Cele mai vechi opaițe de lut erau făcute la roata olarului. La opaițele lucrate la roată, ornamentația era destul de simplă, iar ciocul și toarta erau adăugate prin lipire. Acest procedeu s-a menținut până în secolul al II-lea î. Hr, după care s-a trecut la folosirea tiparului. Opaițele mulate se obțineau cu ajutorul unui tipar (matriță) cu două valve, cu ajutorul căruia se realiza imprimarea părții superioare cu motivele ornamentale. Pe partea inferioară se aplica, de obicei, ștampila sau numele fabricantului. Tiparul era confecționat după un model, un opaiț din lut masiv, fin și dur.
Pentru decorare, la suprafață, dar în foarte multe cazuri și în interiorul opaițului, se aplica un amestec de ulei vegetal și oxizi metalici, denumit firnis, care dădea un aspect exterior negru, brun sau roșu, fără strălucire.

### Opaițe cu seu
O categorie aparte o formează așa numitele opaițe cu seu. Aceste piese realizate la roată au corpul globular, discul este înlocuit de un oriﬁciu central larg, fără cioc, iar tortița este simplă ﬁxată orizontal de bazinul opaițului. Oriﬁciul central larg servea atât pentru susținerea ﬁtilului, cât și pentru umplerea opaițului cu combustibil solid, constând din grăsime animală (seu sau untură).

## Opaițul pe teritoriul României

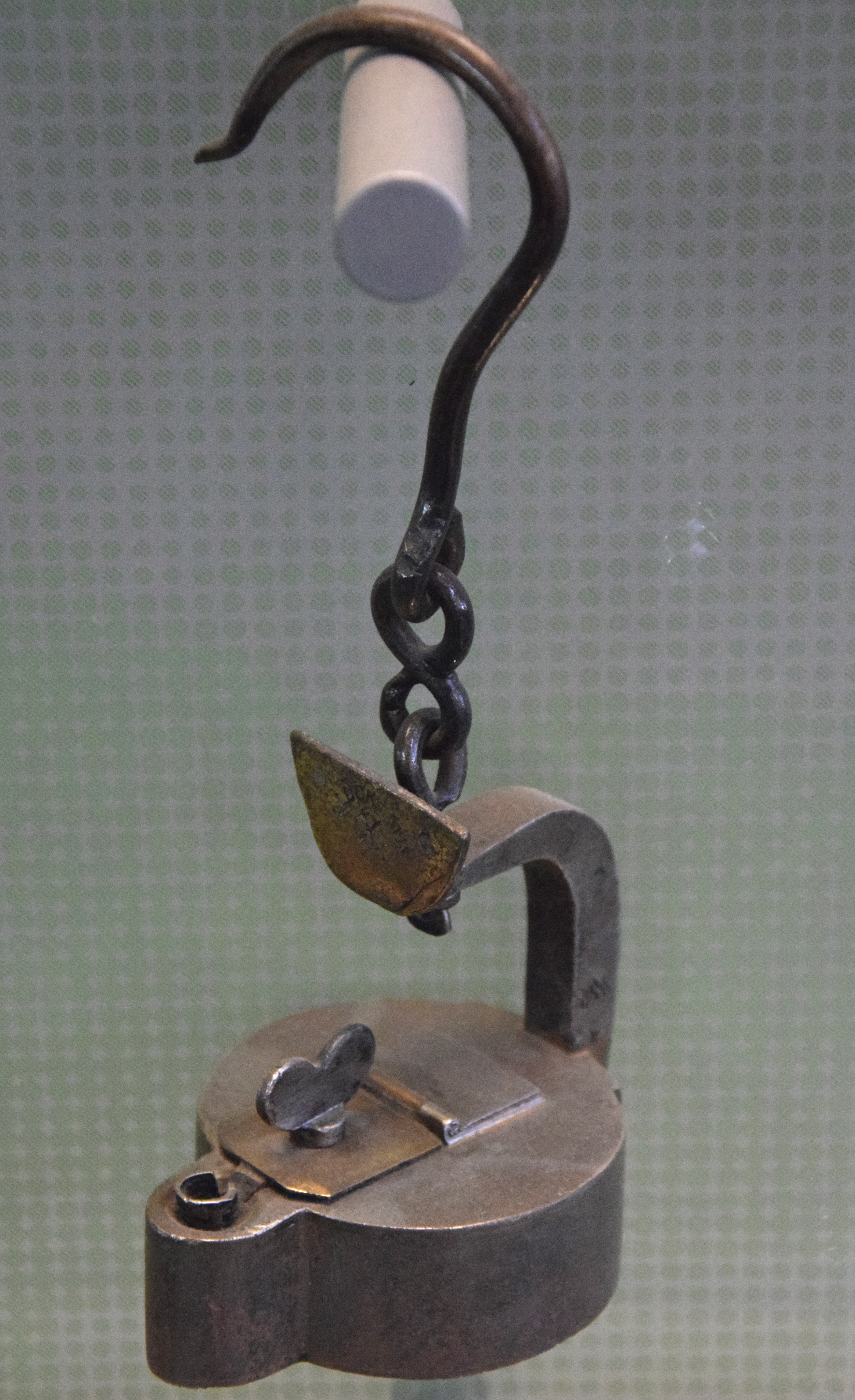
Șterț utilizat în trecut de mineri

Opaițele se foloseau atât la iluminatul casnic cât și în mine. Astfel, în mina „Găuri“, de lângă Abrud, s-a descoperit în anul 1840 un opaiț cu ștampila C DESSI.  În pereții galeriilor minelor romane de la Roșia Montană sunt săpate mici locașuri pentru așezarea opaițelor de lut. În anul 2000, a fost găsită o asemenea lampă intactă, având păstrat până și fitilul din interior. Deoarece în minerit opaițul de lut era greu de folosit, fiind fragil, pentru mineri a fost fabricat un opaiț din fier, cu agățătoare și cârlig, denumit șterț sau ștearț.
În cadrul săpăturilor de pe șantierul arheologic de la Tibiscum a fost descoperit și un opaiț cu corpul dreptunghiular. Este realizat din lut, în tipar, cu trei ciocuri ogivale pentru arzătoare. Mânerul este în formă de vultur, așezat frontal, cu aripile desfăcute în partea de sus, iar capul întors cu ciocul spre stânga. Tot la Tibiscum a fost identificat un meșter olar local, specializat în producerea de opaițe, care se distingea prin "marca" AUR(elius). Acesta nu mai apare în altă parte a provinciei Dacia sau în provinciile vecine.
În ceea ce privește opaițele din bronz, nu ne-au parvenit dovezi din perioada antică despre modul de fabricare al acestora, dar se pare că erau executate ca orice obiect din metal, prin turnare, cizelare, ciocănire sau sudare.
La Secția de Istorie a Muzeului Județean Gorj „Alexandru Ștefulescu” sunt expuse și opaițe utilizate de către coloniștii romani și de către geto-daci, care au fost descoperite în urma cercetărilor arheologice de la Castrul roman de la Bumbești-Jiu (2), punctul „Vârtop” și sunt datate în sec. II-III p. Chr.
Muzeul Județean de Istorie și Arheologie din Ploiești posedă o colecție de aproape 150 de opaițe. Cele mai multe piese sunt întregi sau întregibile, foarte bine conservate și de o mare varietate tipologică și cronologică, de la opaițe grecești arhaice până opaițe produse în Evul Mediu.
În zona pe care s-a întins Dacia romană au fost descoperite, până acum, 41 de opaițe cu ștampila lui Armenius, un meșter care producea opaițe la Romula. Alți meșteri locali producători de opaițe, proprietari de ateliere din Dacia și cele două Moesii, au fost A.Filuminus, Flavius și Ianuarius.
Pe teritoriul Daciei romane a fost descoperit un număr destul de redus de opaițe de seu și ele provin de la Ulpia Traiana Sarmizegetusa (1 exemplar), Porolissum (4 exemplare), Tibiscum (4 exemplare), Apulum (3 exemplare), Cristești (2 exemplare), Buciumi (1 exemplar), Napoca (1 exemplar), Ilișua (1 exemplar), Samum-Cășei (1 exemplar) și Romita (1 exemplar).
În patrimoniul Muzeului de Etnografie și Artă Populară din Orăștie se află un opaiț descoperit întâmplător în localitatea Geoagiu.
Opaițul în literatură
În lucrarea Descrierea Moldovei, Dimitrie Cantemir enumeră funcțiile de la curtea domnească, între care exista și funcția de cămăraș de lumini, care avea în grijă lămpile, opaițele și lumânările.
Și în Amintiri din copilărie de Ion Creangă apare menționat opaițul: Iar după ce se aprindea opaițul, și tata se punea să mănânce, noi scoteam mâțele de prin ocnițe și cotruță și le flocăiam și le șmotream dinaintea lui, de le mergea colbul...